# A Thousand Last Chances
A Thousand Last Chances är det svenska bandet Eskobars tredje album. Den kom ut 2004 på V2 Records.

## Låtlista
1. "Cold Night" - 3:44
2. "Big Sleeper" - 4:02
3. "You Got Me" - 3:38 (Finns även i en singelremix och i en duett med franska Emma Daumas. Tredje singeln från skivan i Sverige)
4. "Fly on the Wall" - 4:35
5. "Love Comes First" - 4:14
6. "Violence" - 4:07
7. "Love Strikes" - 4:04 (Första singeln från skivan i Sverige)
8. "Under These Stars" - 3:27
9. "Bring the Action" - 3:47 (Andra singeln från skivan i Sverige)
10. "Freedom" - 3:04
11. "Even If You Know Me" - 3:36 (Fjärde singeln från skivan i Sverige. Videon är regisserad av Frederik Zäll, gitarrist i bandet.)